# Filtre de puissance actif
Pour les articles homonymes, voir filtre.
Les filtres de puissance actifs sont des filtres qui permettent d'éliminer plus efficacement le travail d'élimination harmonique que les filtres passifs. Les filtres de puissance actifs sont utilisés pour filtrer les harmoniques d'ordre supérieur et inférieur dans le système d'alimentation.
La principale différence entre les filtres de puissance actifs et les filtres de puissance passifs est que les APF (Active Power Filter) atténuent les harmoniques en injectant une puissance active avec la même fréquence mais avec une phase inverse pour annuler cette harmonique, mais les filtres passifs utilisent des filtres passifs pour atténuer les fréquences harmoniques spécifiques. Cette différence permet aux APF d'atténuer une large gamme d'harmoniques,.

## Introduction
L'utilisation de plus en plus fréquente des convertisseurs de puissance statique (onduleurs et alimentation à découpage, conduit à la production d'harmoniques à haute fréquence. Ces harmoniques, qui sont à des fréquences élevées (jusqu'à 1 MHz) introduisent de la puissance "inutile" et des perturbations électroniques, qu'il convient de limiter. Voir article Compatibilité électromagnétique et facteur de puissance.
Afin de réduire la production de puissance déformante des systèmes électroniques, un étage est ajouté en entrée des convertisseurs, appelé PFC (Power Factor Corrector).
Ce dispositif a deux objectifs:
- améliorer le facteur de puissance d'un système.
- rentrer dans les normes de production d'harmoniques, notamment si le système est connecté au réseau.

## PFC passif

Filtre LC passe bas.

La façon la plus ancienne et la plus simple de réduire les composantes harmoniques est d'ajouter un filtre passe bas non dissipatif. Le plus souvent simplement un filtre LC. La fréquence de coupure du filtre {\displaystyle \omega _{c}={\sqrt {\frac {1}{LC}}}} doit être supérieure à la fréquence du réseau (50 Hz en Europe) et très inférieure à la fréquence de découpage (de quelques dizaines de kHz à quelques MHz) du convertisseur afin de filtrer correctement les harmoniques.
Ce système à l'avantage d'être simple. Mais, il occupe un volume important. De plus, dans le cas d'un redresseur à diode non commandé, le courant présente des harmoniques basse fréquence qu'il est difficile de filtrer sans détériorer les performances du système.

## PFC actif
Une autre façon d'améliorer le facteur de puissance d'un convertisseur est d'ajouter une correction active. Cet étage sert à faire en sorte que vu depuis le réseau, le convertisseur se comporte comme une résistance. Pour cela, le PFC est asservi en courant.

### Exemple de forme d'onde: le redresseur à diode seul

Courant (rouge) fourni par un réseau de tension alternative (noir) à travers un pont de diode (tension de sortie en bleu)

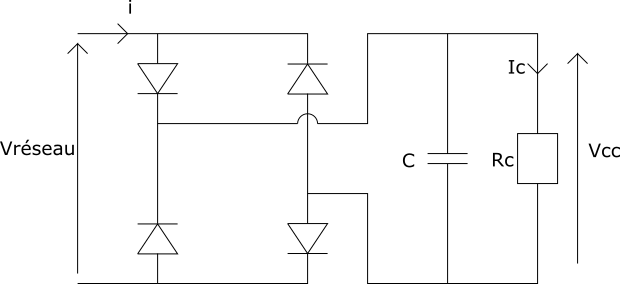
Pont de diode, redresseur non commandé.

Un grand nombre de convertisseurs (chargeur de batterie) sont des convertisseurs DC/DC associés à un pont de diode (convertisseur AC/DC non commandé). Ce système est simple mais ne permet pas de contrôle du courant d'entrée.
En effet, les diodes ne sont passantes que lorsque la tension de sortie est inférieure (en valeur absolue) à la tension réseau. Le courant est donc une série de pic à 100 Hz. Ce qui crée des harmoniques et donc de la puissance déformante.

### Exemple de PFC: convertisseur Boost

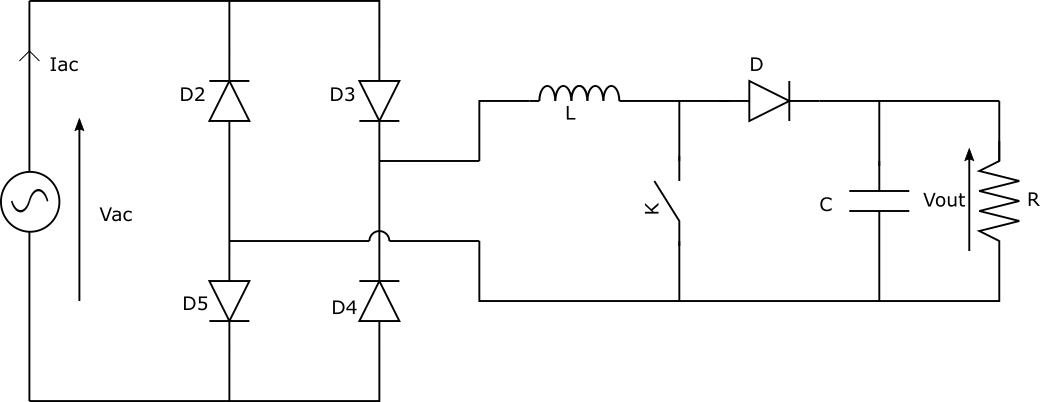
Pont de diode avec PFC actif

Le PFC se place entre le pont de diode et la charge.
L'idée de ce convertisseur est de transformer l'inductance L en une "vraie"  source de courant sinusoïdale.
Le rapport cyclique du convertisseur est modifié au cours d'une période réseau.
{\displaystyle i_{L}={\frac {I_{out}}{1-\alpha }}} et {\displaystyle I_{out}=cste}
Le but est d'avoir {\displaystyle i_{ac}(t)=I_{AC}{\text{cos}}(2*\pi *F*t)} avec  {\displaystyle i_{L}=|i_{ac}|}
Ainsi, {\displaystyle \alpha (t)=1-{\frac {I_{out}}{|I_{AC}*{\text{cos}}(2*\pi *F*t)|}}}
La puissance de sortie est réglée avec {\displaystyle I_{out}}. Ce type de filtre actif nécessite donc deux boucles d'asservissement, une pour régler la tension (ou la puissance) de sortie et une pour garantir un courant d'entrée le plus sinusoïdal possible. En effet, en pratique le rapport cyclique d'un convertisseur est compris entre 0 et 1 exclus.
Ce système présente quelques inconvénients. Notamment une tension de sortie forcément plus élevée que la tension réseau (le filtre est un élévateur de tension). De plus, il nécessite l'ajout d'électronique de commande et de puissance.
De plus, la puissance de sortie du filtre n'est pas constante, l'utilisation d'un condensateur de filtrage de forte valeur (C sur le schéma ci-dessus) ou d'un système de découplage de puissance est indispensable.

#### Remarques
Le filtre actif peut dans le cas d'un redresseur commandé être intégré directement dans la commande (sans ajout d'un étage de filtrage).